# NBLカナダ
ナショナル・バスケットボール・リーグ・オブ・カナダ（英語: National Basketball League of Canada、フランス語: Ligue nationale de basketball du Canada）、通称NBLカナダ（NBL Canada）は、カナダにおける男子プロバスケットボールリーグである。

## 歴史
2011年、北米のマイナーリーグであるPBLに参加していた3チームが最初に参入。5月12日、NBLカナダ発足が決まる
晩夏には4チームの参入も決まり7チームで開幕した。
2022-23シーズンを以て終了し、翌シーズンからはアメリカ北部にも広げたバスケットボール・スーパーリーグにリニューアルされた。

## 参加チーム
| チーム名                         | ホームタウン                          | ホームアリーナ                                           | 収容人数                       | 創設年                         | 加盟年                         |
| アトランティック・ディビジョン   | アトランティック・ディビジョン        | アトランティック・ディビジョン                           | アトランティック・ディビジョン | アトランティック・ディビジョン | アトランティック・ディビジョン |
| -------------------------------- | ------------------------------------- | -------------------------------------------------------- | ------------------------------ | ------------------------------ | ------------------------------ |
| ケープ・ブレトン・ハイランダーズ | Sydney, Nova Scotia                   | センター200                                              | 5,000                          | 2015                           | 2016                           |
| ハリファックス・ハリケーンズ     | ノバスコシア州ハリファックス          | スコシアバンク・センター                                 | 11,093                         | 2015                           | 2015                           |
| アイランド・ストーム             | Charlottetown, Prince Edward Island   | イーストリンク・センター                                 | 4,000                          | 2011                           | 2011                           |
| モンクトン・マジック             | Moncton, New Brunswick                | モンクトン・コロシアム                                   | 6,554                          | 2017                           | 2017                           |
| セントジョン・リップタイド       | Saint John, New Brunswick             | ハーバー・ステーション                                   | 6,603                          | 2007                           | 2011                           |
| セントラル・ディビジョン         |                                       |                                                          |                                |                                |                                |
| KWタイタンズ                     | オンタリオ州キッチナー                | キッチナー・メモリアル・オーディトリアム・コンプレックス | 7,312                          | 2016                           | 2016                           |
| ロンドン・ライトニング           | オンタリオ州ロンドン                  | バドワイザー・ガーデンズ                                 | 9,046                          | 2011                           | 2011                           |
| ナイアガラリバー・ライオンズ     | St. Catharines, Ontario               | メリディアン・センター                                   | 5,300                          | 2015                           | 2015                           |
| セントジョンズ・エッジ           | St. John's, Newfoundland and Labrador | マイルワン・センター                                     | 6,750                          | 2017                           | 2017                           |
| ウィンザー・エクスプレス         | オンタリオ州ウィンザー                | WFCUセンター                                             | 6,500                          | 2012                           | 2012                           |

## 過去の参加チーム
- ブランプトン・エース→オレンジビル・エース
- ハリファックス・レインメン
- オシャワ・パワー→ミシサガ・パワー
- モンクトン・ミラクルズ
- モントリオール・ジャズ
- オタワ・スカイホークス
- Quebec Kebs
- Saint John Mill Rats
- サマーサイド・ストーム

## 歴代優勝チーム
| シーズン | 優勝                         | 準優勝                       |
| -------- | ---------------------------- | ---------------------------- |
| 2011-12  | ロンドン・ライトニング       | ハリファックス・レインメン   |
| 2012-13  | ロンドン・ライトニング       | サマーサイド・ストーム       |
| 2013-14  | ウィンザー・エクスプレス     | アイランド・ストーム         |
| 2014-15  | ウィンザー・エクスプレス     | ハリファックス・レインメン   |
| 2015-16  | ハリファックス・ハリケーンズ | ロンドン・ライトニング       |
| 2016-17  | ロンドン・ライトニング       | ハリファックス・ハリケーンズ |
| 2017-18  | ロンドン・ライトニング       | ハリファックス・ハリケーンズ |
| 2018-19  | モンクトン・マジック         | セントジョンズ・エッジ       |